# Qui Nguyen (sceneggiatore)
Qui Nguyen (El Dorado, 1976) è un drammaturgo, sceneggiatore e regista statunitense di origini vietnamite.

## Biografia
Nato nel 1976 a El Dorado, in Arkansas, è principalmente noto come drammaturgo e direttore del Vampire Cowboys Theatre Company, le cui produzioni hanno vinto il Premio Obie e il Premio Caffe Cino e il cui lavoro è stato documentato dalla facoltà di recitazione della Tufts University. Nel 2019 ha vinto il Porter Prize. Oltre a ciò, è membro di New Dramatists, Ensemble Studio Theatre, The Playwrights' Center e del Writers Lab della Ma-Yi Theatre Company. Autore di numerosi drammi teatrali, il più noto è il dramedy She kills monsters. 
In parallelo alla sua carriera teatrale è anche sceneggiatore e regista, prendendo parte a produzioni Disney e Marvel.

## Filmografia

### Film
- Raya e l'ultimo drago (2021, soggetto e sceneggiatura)
- Strange World (2022, regia e sceneggiatura)

### Televisione
- My America (2012, soggetto, 1 episodio)
- Peg + Cat (2013-2018, soggetto, 4 episodi)
- Incorporated (2016-2017, soggetto, 9 episodi)
- The Society (2019, soggetto, 1 episodio)
- Dispatches from Elsewhere (2020, soggetto, 1 episodio)